# 鈴木聡 (英文学者)
鈴木 聡（すずき あきら、1957年10月6日 - ）は、日本の英文学者、翻訳家。東京外国語大学名誉教授。

## 来歴
青森県弘前市出身。1980年に弘前大学人文学部卒業、1982年に東京大学大学院人文科学研究科英文学修士課程修了、東大英文科助手、1987年に学習院大学専任講師、1989年に助教授、1991年に東京外国語大学助教授、のち教授。2023年に東京外国語大学を定年退職、名誉教授。

## 人物
イェーツが専門だが、若くして『ユリイカ』などに寄稿し、理論的著作の翻訳が多数ある。いち早くガヤトリ・スピヴァクの翻訳をしたほか、テリー・イーグルトンの翻訳も多い。

## 著書
- 『終末のヴィジョン W・B・イェイツとヨーロッパ近代』（柏書房） 1996年

### 翻訳
- 『聖書の構造分析』（エドマンド・リーチ,アラン・エイコック、紀伊国屋書店） 1984年
- 『テレポートされざる者』（フィリップ・K・ディック、サンリオSF文庫） 1985年
- 『「空白」を読む 受容理論の現在』（R・C・ホルブ、勁草書房） 1986年
- 『テクストの精神分析』（エリザベス・ライト、青土社） 1987年
- 『聖人と学者の国』（テリー・イーグルトン、平凡社） 1989年
- 『差異のつくり方 フェミニズムと文学批評』（ゲイル・グリーン,コッペリア・カーン編、宮川雅,河合祥一郎共訳、勁草書房） 1990年
- 『文化としての他者』（ガヤトリ・C・スピヴァック、鵜飼信光,大野雅子,片岡信共訳、紀伊国屋書店） 1990年
- 『イコノロジー イメージ・テクスト・イデオロギー』（W・J・T・ミッチェル、藤巻明共訳、勁草書房） 1992年
- 『のちに生まれる者へ ポストモダニズム批判への途 1971 - 1986』（フレドリック・ジェイムソン、後藤和彦,篠崎実共訳、紀伊国屋書店） 1993年
- 『美のイデオロギー』（テリー・イーグルトン、藤巻明,新井潤美,後藤和彦共訳、紀伊国屋書店） 1996年
- 『表象のアイルランド』（テリー・イーグルトン、紀伊國屋書店） 1997年
- 『ウルフ・ソレント』1 - 2（ジョン・クーパー・ポウイス、国書刊行会） 2001年
- 『ある学問の死 惑星思考の比較文学へ』（スピヴァク、上村忠男共訳、みすず書房） 2004年
- 『未知へのフィールドワーク - ダーウィン以後の文化と科学』（ジリアン・ビア、東京外国語大学出版会） 2010年

## 参考
- https://jglobal.jst.go.jp/detail?JGLOBAL_ID=200901048236431186&q=%E9%88%B4%E6%9C%A8%E8%81%A1&t=1